# 22e Landingsflottielje
Het 22e Landingsflottielje (Duits: 22. Landungsflottille) was een operationele eenheid van de Duitse Kriegsmarine tijdens de Tweede Wereldoorlog. Zo’n flottielje was normaal uitgerust met onder andere 20 tot 30 stuks van de Marinefährprahm. 

## Geschiedenis

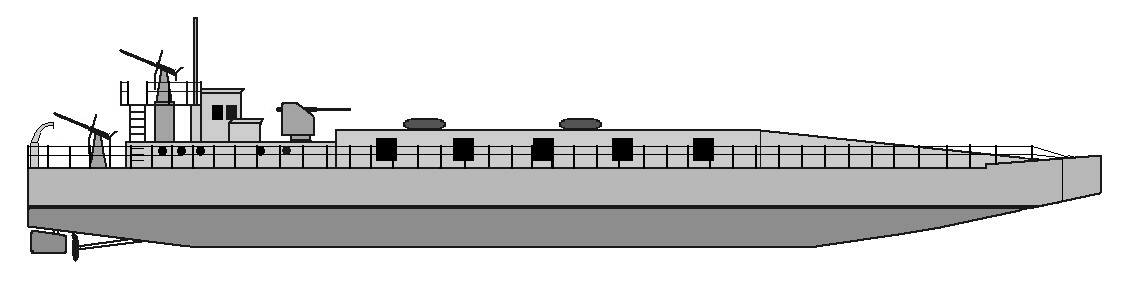
De standaarduitrusting: de Marinefährprahm

Het flottielje werd opgericht op 20 september 1942 in Swinemünde door het 17e Landingsflottielje. In december 1942 / januari 1943 verhuisde het flottielje naar Kirkenes om het 21e Landingsflottielje te vervangen. De boten van de 21e Landingsflottielje, die nog in gebruik waren, werden hier overgenomen voordat ze naar de Oostzee werden verplaatst. In april 1943 verhuisden delen van het flottielje naar Hammerfest. In augustus 1943 werden de boten gedeeltelijk gebruikt voor luchtafweerbescherming in de Altafjord. 

### Einde
Het 22e Landingsflottielje werd in juni 1944 omgedoopt tot de 6e Landingsflottielje en de staf verhuisde naar Hammerfest.

## Commandanten
| Rang             | Naam                     | Begin          | Eind          |
| ---------------- | ------------------------ | -------------- | ------------- |
| Korvettenkapitän | Dip.-Ing. Fritz Apitzsch | september 1942 | februari 1943 |
| Kapitänleutnant  | Wilhelm Bretthorst       | februari 1943  | juni 1944     |